# Rancho Skinwalker

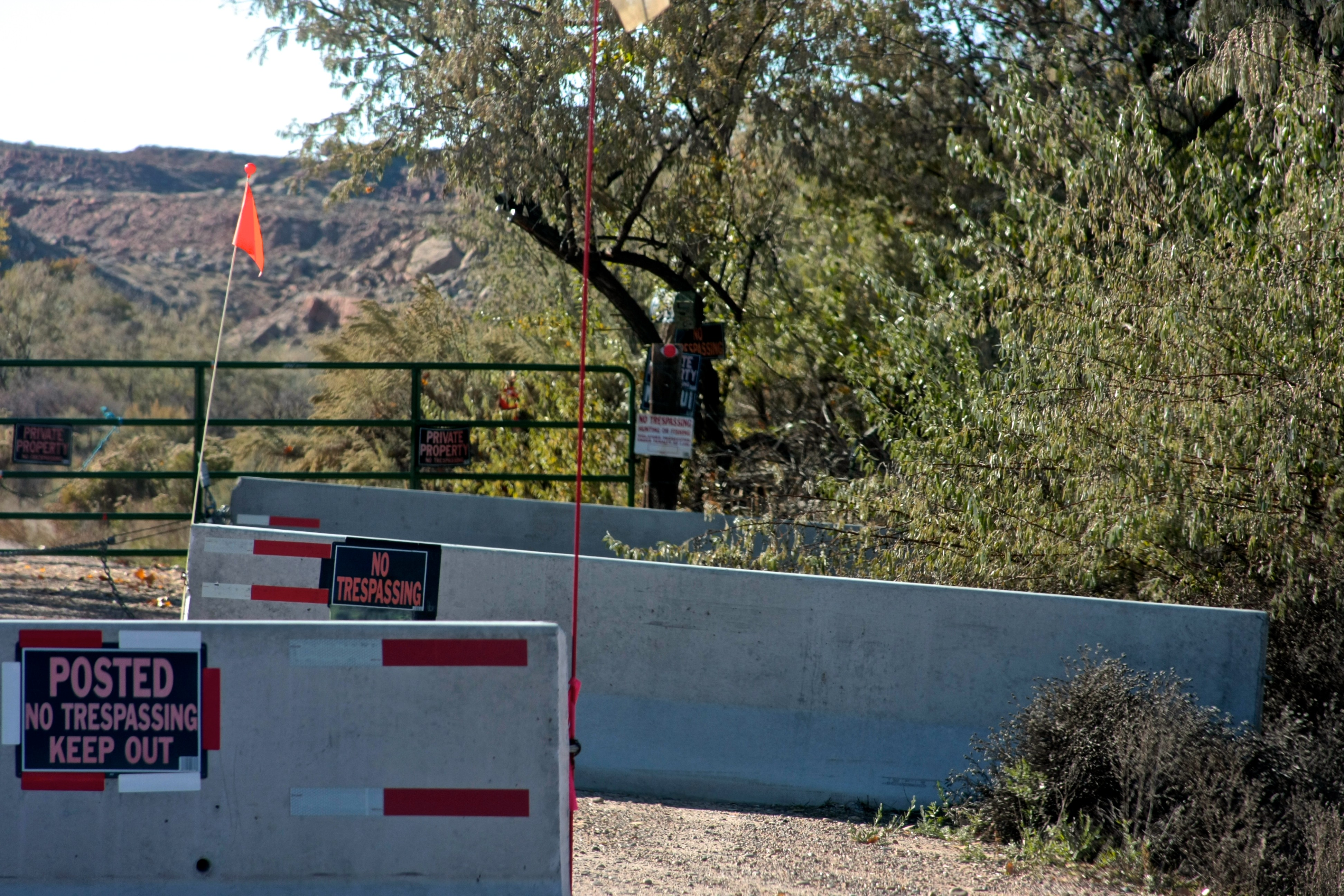
Rancho Skinwalker

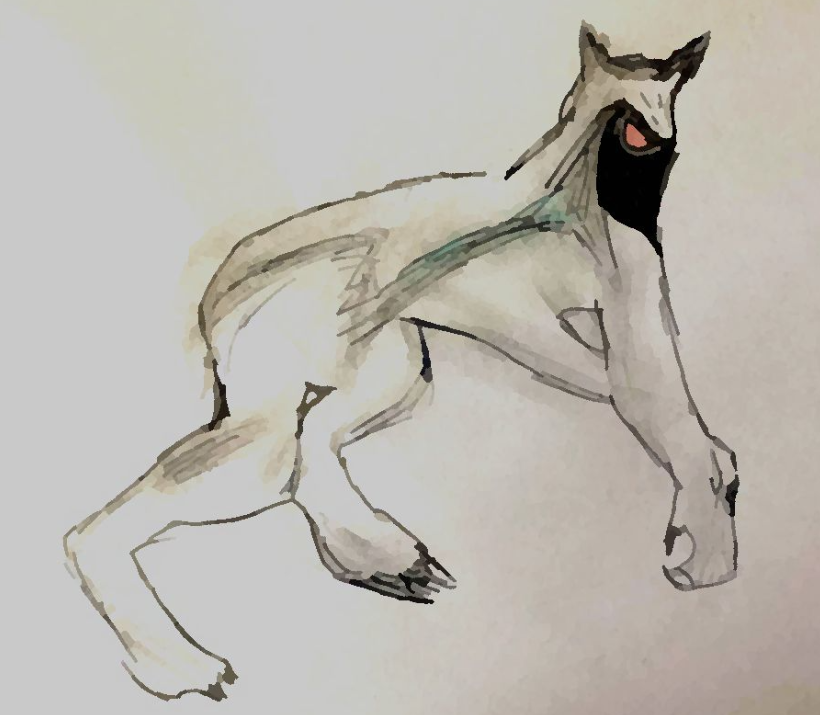
Skinwalker malba

El Rancho Skinwalker es un rancho en el Condado de Uintah en Utah (Estados Unidos), donde se han estado reportando actividades paranormales desde hace décadas, según testigos contemporáneos, o desde hace siglos, según las tradiciones indígenas de la zona.
La zona exacta ha sido recientemente confirmada públicamente, 40°15′31″N 109°53′16″O, pero el rancho cubre unas 194 hectáreas (1,94 km²) relativamente cerca de las ciudades de Roosevelt y Vernal, en Utah. Su nombre proviene de "Skinwalker" (a veces traducido al castellano como trota-pieles o piel-caminante), un ser sobrenatural perteneciente al folclore de la mitología ute. 

## Orígenes
La leyenda cuenta que en el otoño de 1994, el matrimonio formado por Terry y Gwen Sherman compró el rancho con la intención de criar ganado. En 1996 empezaron a quejarse de que su rancho estaba experimentado actividades paranormales y anunciaron su interés en venderlo, debido al estrés que estos eventos les estaban provocando.
El instituto privado NIDS (Instituto Nacional para la Ciencia del Descubrimiento) —que financia el estudio de actividades paranormales— compró el rancho por un valor de 200.000 dólares.
En 2002, el NIDS permitió a George Knapp (periodista del ahora desaparecido semanario Las Vegas Mercury) tener acceso al rancho. En noviembre del 2002, Knapp escribió un artículo de dos partes, que se publicó en Las Vegas Mercury.
En diciembre de 2005, Knapp y Colm Kelleher (parapsicólogo del NIDS) publicaron el libro Hunt for the Skinwalker: Science Confronts the Unexplained at a Remote Ranch in Utah (en castellano La caza del Skinwalker: La ciencia se enfrenta a lo inexplicable en un remoto rancho de Utah). En su obra, citaron otro libro The Utah UFO Display: A Scientist's Report (1974), de Frank Salisbury y Joseph "Junior" Hicks, que detallaba una investigación anterior sobre avistamientos de ovnis en esta región del Condado de Uintah. Estos autores vieron o investigaron unos 100 incidentes que incluían ganado mutilado o desaparecido, avistamientos de orbs y objetos voladores no identificados, criaturas enormes de ojos rojizos que supuestamente parecían inmunes a las balas, y objetos que emitían campos magnéticos dañinos. Entre los individuos involucrados en la investigación se encontraba John B. Alexander, un coronel retirado del ejército estadounidense que calificó los esfuerzo del NIDS como un intento por obtener datos concretos utilizando un "enfoque científico establecido".
En diciembre de 2006, Steven Rinehart (locutor de radio de Utah) aseguró haber visitado el rancho. Posteriormente publicó fotografías que afirmó eran del rancho y publicó en línea (con enlace a Google Earth) la dirección del lugar. También fotografió huellas no identificadas en la nieve cerca del rancho. Según Rinehart, cada huella medía 43 cm de longitud.

## Reportaje de la actividad

### Frecuencia de la actividad
La actividad en el rancho Skinwalker se ha estado produciendo desde hace varias décadas, con períodos de mayor actividad, alternados con períodos de relativa calma. Muchos de los fenómenos más raros eran de carácter transitorio, a veces ocurriendo solo una vez, o durante un par de semanas, y luego desaparecían para siempre, lo cual ha dificultado el trabajo de los investigadores.
El modelo exacto de actividad en el rancho ha sido de difícil identificación, debido al secretismo de la NIDS. Sin embargo, en febrero de 2006 George Knapp declaró en el programa de radio Coast to Coast AM que los fenómenos extraños habían empezado otra vez. También declaró que las medidas de seguridad eran usadas para proteger a los vecinos, y que si alguien intentaba penetrar en las inmediaciones del rancho sería procesado.

### Tipos de actividad
Según afirmó Knapp, en el rancho se produjeron una amplia variedad de actividades paranormales. Se han visto extraños aviones no identificados, bolas de luz, actividad poltergeist, mutilación de ganado y extrañas criaturas. En cambio los últimos propietarios del rancho no informaron de ningún problema mientras vivían allí.
En el capítulo 14 del libro Hunt for the Skinwalker de Kelleher y Knapp, afirman que después de numerosas entrevistas con los vecinos del rancho de Terry Sherman, muchos hablaron a los investigadores del NIDS de sus raras experiencias, entre ellas, las desapariciones de ganado. También mencionaron encuentros con objetos insólitos y criaturas desconocidas. 

#### Vehículos no identificados
Un objeto que Sherry tomó por una autocaravana, con una luz blanca en la parte delantera y una luz roja en la parte de atrás, aparcó frente a la entrada de la casa antes de la llegada del grupo de investigación NIDS. Cuando Terry salió, pensando que se trataba de los investigadores, el vehículo flotó por encima del suelo y se alejó volando. El vehículo tenía un pequeño parecido a un Chupa, un tipo de ovni avistado en Brasil.
Un objeto negro triangular, semejante a un F-117 Stealth Fighter Nighthawk, también fue visto por la Sra. Sherman. El vehículo se cernió aproximadamente a seis metros por encima de su auto aparcado antes de que este objeto desapareciera.

#### Orbs y luces flotantes
Knapp y Kelleher dicen que en el rancho vieron globos brillantes de diversos colores, en particular de naranja y azul. Las describen con forma de pelotas de baloncesto, y algunos son transparentes y contienen lo que parece ser un remolino líquido. Con su mera presencia, estos objetos eran capaces de afectar el tendido eléctrico (en especial, las luces). Luego de la visita de los globos, Knapp encontró perros carbonizados o podridos.
Knapp y Kelleher dijeron que también habían visto grandes círculos de color naranja transparente —se podía ver el cielo azul a través de ellos— que flotaban en el cielo y, en ocasiones, expulsaban globos y toda clase de objetos no identificados.

#### Mutilación de ganado y extrañas criaturas
Los Sherman supuestamente fueron testigos de numerosas mutilaciones de ganado en el rancho durante su estancia. Algunos de estos rasgos comunes incluyen: extirpación de las orejas, los ojos, las ubres y los genitales del ganado. Uno de los eventos incluye la desaparición de cuatro grandes toros que se esfumaron de una planicie donde pastaban, mientras los Sherman salían a comprar alimentos. Cuando regresaron, hallaron a los animales dentro del remolque de un camión, y mutilados. 
También se relataron encuentros con animales no identificados o criaturas de comportamiento extraño. En algunos testimonios, las criaturas parecían perros o hienas. El primer día de estancia en el rancho, los Sherman tropezaron con un gran lobo. Cuando el animal intentó capturar a una ternera, el señor Sherman y su padre empezaron a golpearlo para que lo soltara. Como esto no surtió efecto, le dispararon a bocajarro con un calibre .357, pero el lobo siguió aferrado a su presa. Tras otro disparo, el animal la soltó y se les quedó mirando con aparente calma. Tras una nueva ronda de disparos, el animal terminó por irse. Asombrosamente, ninguno de los hombres vio señales de sangre o de heridas en el animal. Siguieron sus huellas durante una milla antes de que el rastro terminara súbitamente, como si el animal se hubiera desvanecido en el aire.
Otras criaturas, incluyendo lo que parecían ser un Bigfoot y una entidad desconocida, semitransparente, han sido vistas en la propiedad.

#### Actividad poltergeist
Se han descrito actividades poltergeists dentro de la casa de los Sherman y en los terrenos de la propiedad. También describieron fuertes golpes de puertas abriéndose y cerrándose en medio de la noche, objetos de la casa que desaparecían de un lugar y aparecían en otros. 
Los Sherman también hicieron un reporte sobre extraños sonidos de maquinaria pesada y voces bajo tierra y también se captaron señales de radiación
.

#### Alteraciones del terreno
Dentro del rancho también se reportaron otros fenómenos extraños, como residuos inexplicables de suciedad, hierba y hielo. También se informó de la aparición de círculos en los cultivos y de pasto que se iluminaba por las noches.
Extrañas apariciones

## Explicaciones planteadas
Diversas explicaciones han sido propuestas para explicar los extraños fenómenos en el rancho.
Algunos afirman que los informes son un engaño por parte de la familia Sherman, con el apoyo del grupo de investigación NIDS y de los reporteros locales. Knapp y Kelleher consideran que esta clase de bromas es sumamente improbable, citando la investigación detallada del NIDS, y el hecho de que la familia Sherman parece haber hecho reportes a la policía sobre la actividad en el rancho. De hecho, la familia aseguró sufrir dificultades financieras debido a múltiples muertes de ganado.
También se ha pensado en la posibilidad de alucinaciones o delirios. George Knapp y Kelleher argumentaron que esto podría ser cierto en algunos de los acontecimientos ocurridos.
Otra explicación es que el rancho pueda ser una zona de pruebas militares con tecnología avanzada de Estados Unidos. Sin embargo, como notaron Knapp y Kelleher, esta explicación no explica totalmente todos los fenómenos relatados en el rancho.
Algunos indígenas utes que viven en la región creen que los fenómenos están relacionados con una maldición de los indios navajo. Su folclore cuenta que los navajos enviaron Skinwalkers para castigar a los ute. De hecho, los ute dicen que el Skinwalker vive en el Dark Canyon, más allá del rancho, dentro de una cueva de muchos siglos de antigüedad, pintada con petroglifos representando a Skinwalkers. "El rancho está en el camino de los Skinwalker", han asegurado.
Otra explicación es que los fenómenos se deben a la existencia de realidad alterna, universos paralelos, más dimensiones, o la rotura del espacio-tiempo. Tanto los apache como los Hopi tienen tradiciones que podrían ser interpretadas como la representación de viajes entre distintas dimensiones. 
Una explicación similar gira en torno a la idea de que nuestra comprensión de la realidad es fundamentalmente defectuosa, porque vivimos en un "universo holográfico", según la teoría de Michael Talbot o en una realidad de simulación, según el filósofo sueco Nick Bostrom, que postula que estamos viviendo dentro de un programa de ordenador muy convincente, al estilo de trilogía de películas de Matrix.
Algunos han hablado que el fenómeno conocido como fuego fatuo podría explicar los fenómenos del rancho. El hecho de que la cuenca de Uintah sea la única concentración de gilsonita conocida (también conocido como uintahite o uintaite) puede o no tener alguna incidencia en esto. Sin embargo, el alcance y la complejidad de los fenómenos debilitan esa explicación.